# Marasmiaceae
Marasmiaceae là một họ Nấm đảm (Basidiomycota) có bào tử đảm màu trắng. Phần lớn các loài có thân cứng và có khả năng quắt lại trong thời kỳ khô hạn và sau đó phục hồi. Loài nấm ăn được phổ biến rộng rãi là Lentinula edodes (nấm hương) là một thành viên của họ này. Theo ước tính năm 2008, họ này có 54 chi và 1590 loài.
Họ Omphalataceae được Bresinsky mô tả năm 1985 như phần tách ra khỏi họ Tricholomataceae, hiện nay được xem là đồng nghĩa của Marasmiaceae. Các chi trước đây nằm trong họ này (gồm Anthracophyllum, Gymnopus, Lentinula, Marasmiellus, Mycetinis, Rhodocollybia, Omphalotus) nay được phân loại vào Marasmiaceae.

## Hình ảnh

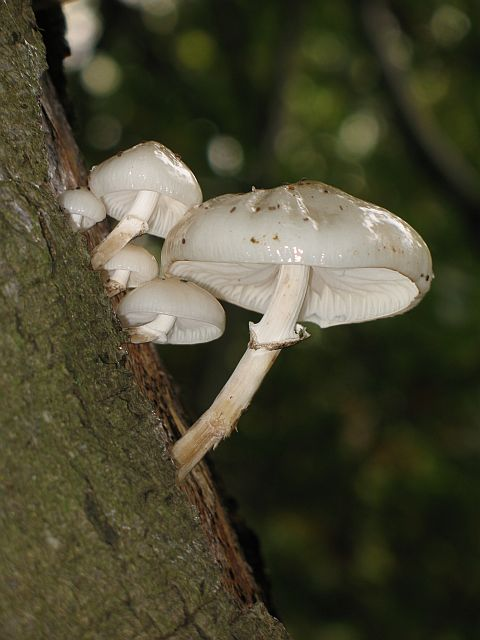
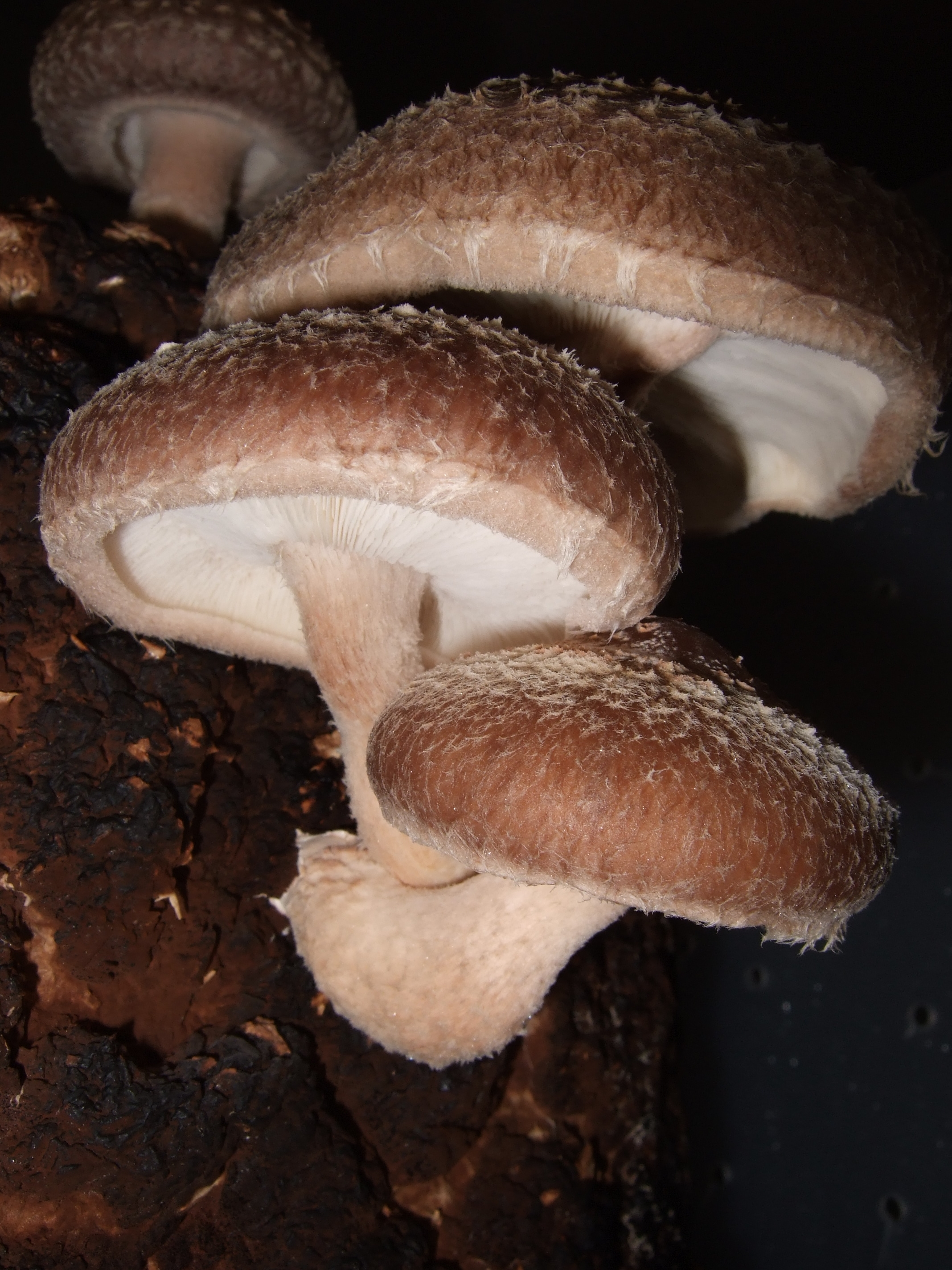
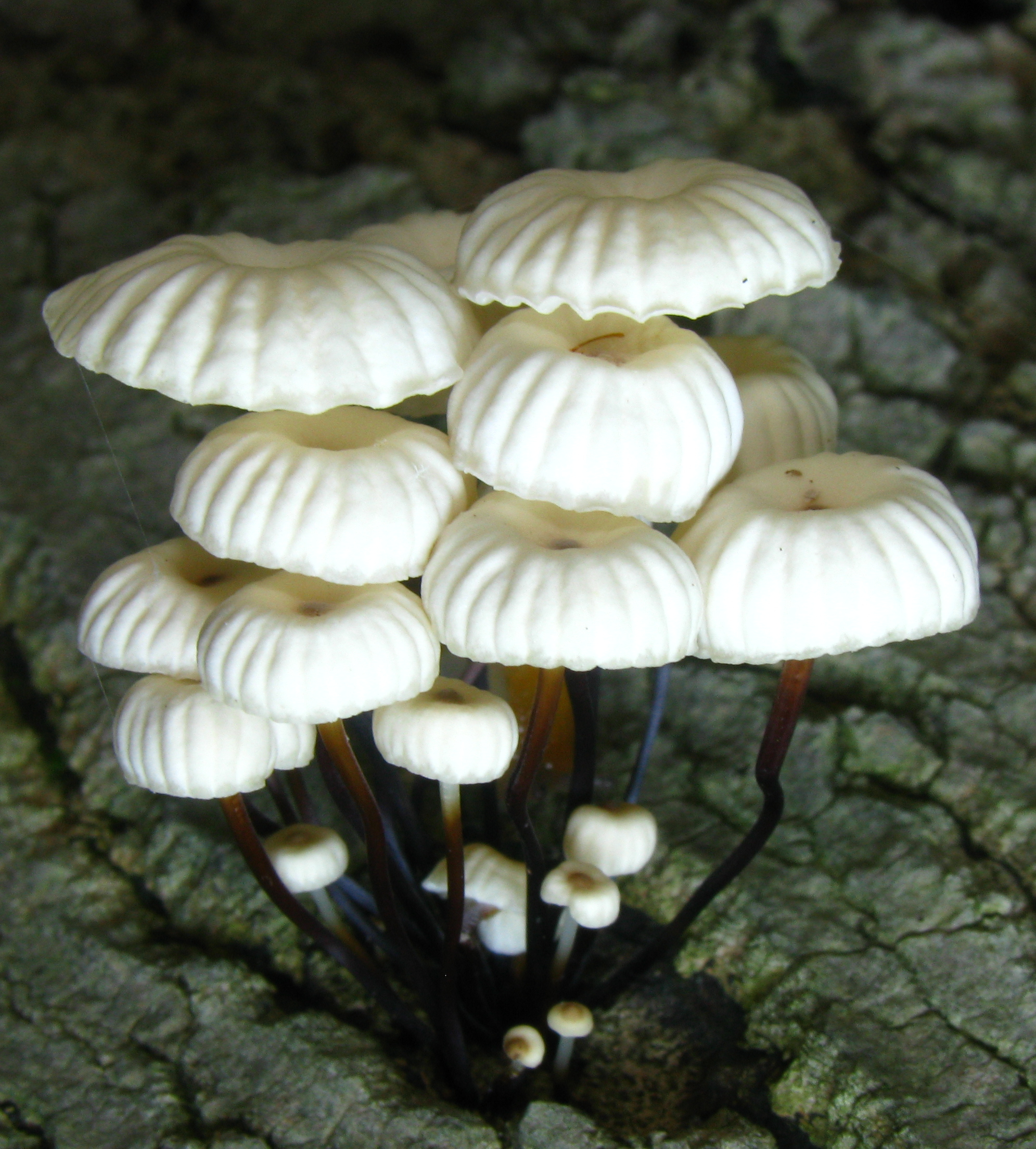
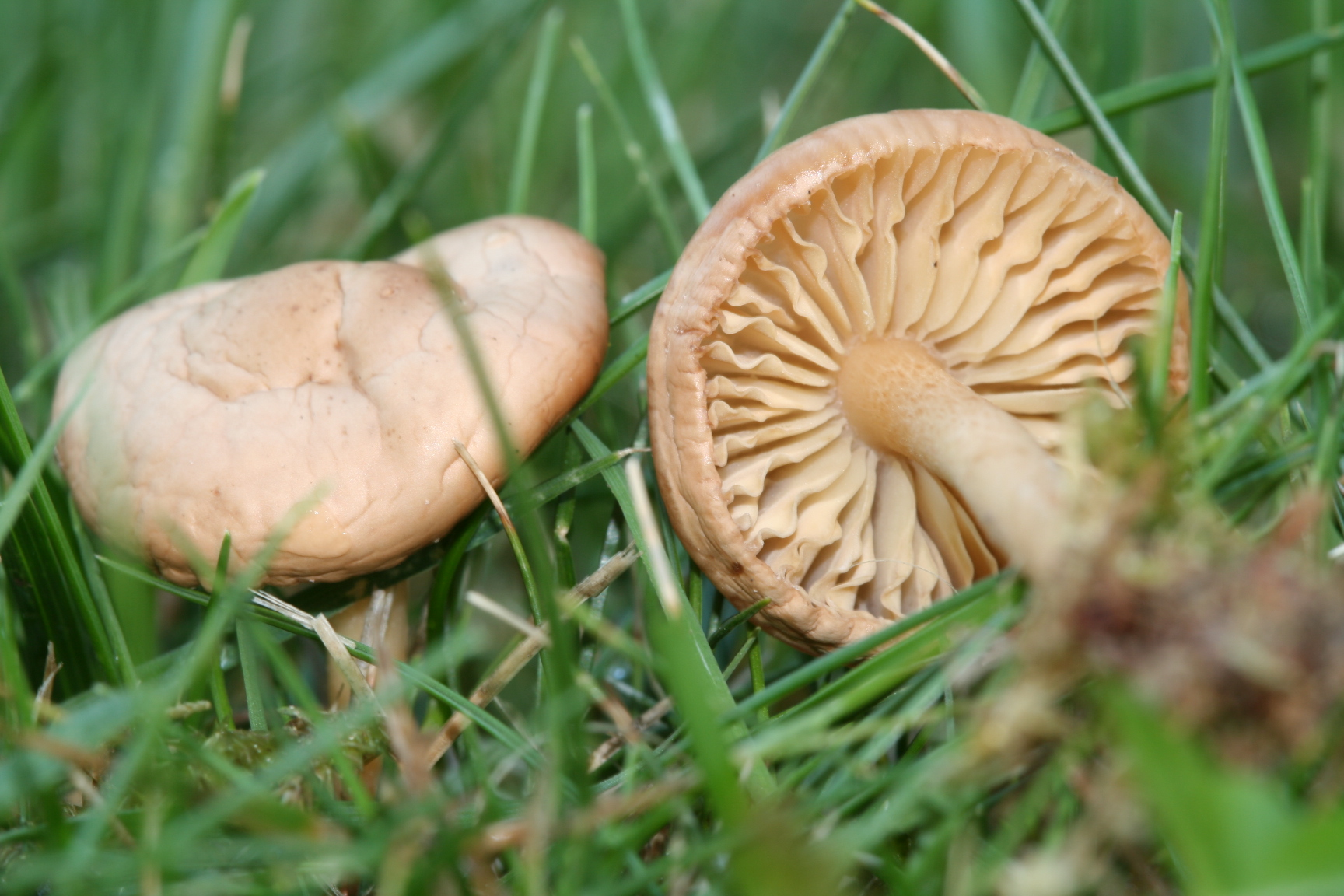

## Các chi
| - Amyloflagellula - Anastrophella - Anthracophyllum - Aphyllotus - Baeospora - Calathella - Calyptella - Campanella - Cephaloscypha - Chaetocalathus - Clitocybula - Connopus - Crinipellis | - Cymatella - Cymatellopsis - Deigloria - Epicnaphus - Fissolimbus - Gerronema - Glabrocyphella - Gymnopus - Henningsomyces - Hispidocalyptella - Hydropus - Hymenogloea - Lactocollybia | - Lecanocybe - Lentinula - Macrocystidia - Manuripia - Marasmiellus - Marasmius - Megacollybia - Metulocyphella - Moniliophthora - Mycetinis - Neocampanella - Neonothopanus - Nochascypha | - Nothopanus - Omphalotus - Phaeodepas - Pleurocybella - Pseudotyphula - Rectipilus - Rhodocollybia - Setulipes - Skepperiella - Stipitocyphella - Stromatocyphella - Tetrapyrgos - Trogia |

### Cước chú
- Kirk, PM; Cannon, PF; Minter, DW; Stalpers, JA. (2008). Dictionary of the Fungi (ấn bản thứ 10). Wallingford: CABI. ISBN 978-0-85199-826-8.